# Oxidació humida
L'oxidació humida (en anglès wet oxidation) és un tipus de tractament químic emergent d'aigües residuals industrials, utilitzada com a mètode destructiu la matèria orgànica, soluble o en suspensió dels efluents a tractar i d'aquesta manera aconseguir substàncies biodegradables que no originen problemes per a dur a terme un posterior tractament biològic. Aquest mètode és considerat una tècnica destructiva dels compostos orgànics de les aigües residuals. En 2017 hi havia al mon 200 plantes de tractament de residus amb oxidació humida.

## Història

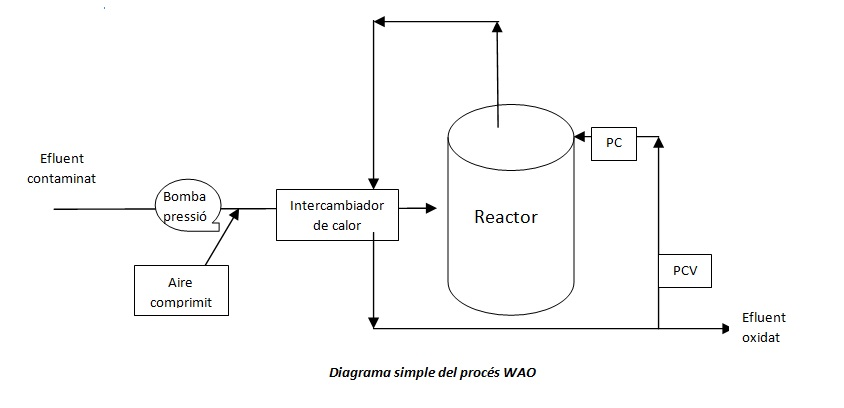
Figura 1. Procés simple del mètode de tractament WAO

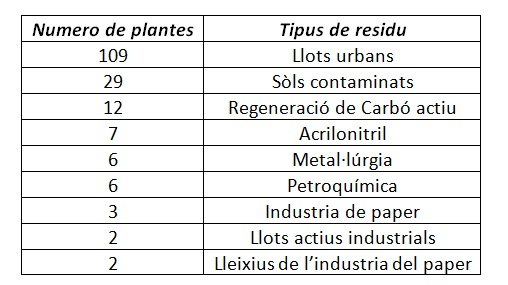
Taula 1. Numero de plantes amb procés WAO i tipus de residu que tracten

L'oxidació humida té el seu origen en Suècia l'any 1911, la primera patent es va crear per a l'eliminació del lleixiu d'una fàbrica de paper, anteriorment tractats únicament amb autoclaus a 180 °C. Posteriorment va ser utilitzat per Zimmermann en 1954 per al tractament de llots de EDARs.
En 1995 existien dos centenars de processos WAO operatius en tot el món a causa de la seva efectivitat, actualment només existeixen una petita proporció a causa de l'elevada inversió de capital que requereix. Més endavant el 1961 va començar a funcionar en Chicago una planta pilot per al tractament de llots urbans, la qual treballava amb temperatures de 275 °C i aproximadament 120bars de pressió. Des de la dècada del 1980 fins a l'actualitat la WAO s'han utilitzat en el tractament d'aigües de neteja amb sosa càustica de diverses petrolieres o de corrents de refineria, en aigües d'indústries farmacèutiques (antibiòtics, producció de vitamines, analgèsics), aigües de producció de pesticides i herbicides, aigües de producció de colorants i/o compostos nitrogenats (nitrotoluens, etc.), aigües de fabricació de plàstics i fibres, aigües residuals de la indústria de la polpa i paper, aigües de tints, etc.

## Funcionament del procés
La química del procés d'oxidació humida no catalítica es produeix per via radicalària, és a dir, es produeix una reacció de radicals lliures, en aquest cas són formats a partir de l'oxigen (radicals hidroxils) els quals reaccionen amb la matèria orgànica. L'efluent a tractar entra amb una pressió determinada gràcies a una bomba d'elevada pressió i la insuflació d'aire comprimit, a més s'augmenta la temperatura del sistema a través d'un intercanviador de calor.
Un cop aconseguit les condicions idònies, l'aigua residual entra en un reactor, sovint de borbolleig, ja que permet un flux amb retrobarreja controlada i una recirculació, en el qual es va incorporant l'oxigen per a l'oxidació de la DQO present en el líquid a tractar.
El mecanisme de la WAO incorpora primerament una fase de carbonització dels substrats orgànics i una posterior reacció amb HO produït en la transformació catalítica del O2 dissolt. En la figura 2 mostrem les equacions que es duen a terme en el procés anteriorment descrit. L'última reacció mostra l'origen dels principals subproductes generats en aquesta tècnica.
Esquema del funcionament d'aquest tipus de tractament d'aigües residuals industrials i les diferents fases que es duen a terme en aquest tractament:
{\displaystyle {\begin{aligned}&{\ce {O2->H2O2->O2}}{\text{ i }}{\ce {HO^{.}}}\\&{\ce {HO^{.}{+}C->CO2{+}H2O}}\\&{\ce {N->NH3,~NO3-}}{\text{o N elemental}}\\&{\ce {S->SO4^{2-}}}\\&{\ce {C{+}HO^{.}->}}{\text{àcids orgànics de baix pes molecular}}\end{aligned}}}

## Requeriments i característiques del procés
L'oxidació no catalítica utilitza oxigen dissolt procedent de l'aire o de corrents gasoses enriquides amb oxigen juntament amb elevades temperatures (entre 100 °C i 372 °C) i pressions (20 – 200 bars) per aconseguir un efluent totalment líquid i productes orgànics més simples per a la posterior oxidació i conversió a CO2 i Aigua, evitant les emissions, reduint les partícules tòxiques i/o radioactives, en conclusió, transformar la matèria insoluble en compostos orgànics solubles i biodegradables.
Per poder reduir la Temperatura, la pressió i el temps de residència en aquests reactors WAO s'utilitzen catalitzadors, una tècnica més complexa però més efectiva, l'oxidació humida catalítica (CWAO). Aquesta tècnica presenta un temps de residència (temps que triga l'efluent a completar el seu cicle, des de la seva entrada fins a la sortida) de 15 a 120 min, un temps relativament baix per a l'elevada eliminació de la DQO dels efluents tractats, ja que aquesta oscil·la des del 75% fins al 90%.

## Prestacions
L'oxidació humida és un procés tancat, és a dir, presenta una interacció limitada amb el medi ambient, en contraposició de la incineració o altres mètodes no destructius, d'aquesta manera afavoreix la reducció de les emissions de partícules tòxiques i en general la contaminació que es pot produir. La utilització d'oxigen molecular com a oxidant proporciona un gran avantatge enfront d'altres tractaments similars, ja que aquest presenta un baix cost i és un oxidant net des del punt de vista mediambiental.
Tot i això, l'avantatge principal d'aquest tractament és l'eliminació en aigües residuals de compostos orgànics que estan molt diluïts com per aplicar tècniques convencionals com la incineració o molt concentrades per dur a terme un tractament biològic, a més es pot utilitzar per a qualsevol tipus de residu, incloent-hi fangs, residus aquosos d'elevat DQO, residus no biotractables, fangs cloacals municipals, residus aquosos amb CN- i nitrils, residus absorbits sobre el carbó actiu utilitzat en altres tractaments d'efluents (per a la seva regeneració), etc.
A diferència d'altres processos tèrmics, el mètode de tractament amb oxigen o aire no produeix NOx, SOx, HCl, dioxines, furans i cendres volàtils, en canvi sí que produeix àcids carboxílics com l'àcid fòrmic, acètic i oxàlic) com a producte final no mineralitzable (no es produeix la mineralització completa), ja que són resistents a l'oxidació i, per tant, no es produeix la mineralització completa i sovint requerirà catalitzadors per a la seva total destrucció (millora de l'eficiència del procés). La proporció d'aquests subproductes dependrà dels paràmetres del disseny del procés, però poden representar del 5% al 10% del carboni orgànic total (TOC) de l'efluent de partida.
És un procés utilitzat quan l'efluent a tractar presenta una concentració elevada de contaminant, entre 500mg i 15000mg de demanda química d'oxigen, ja que si aquesta és baixa, necessitaríem catalitzadors per mantenir la Temperatura, ja que aquesta seria prohibitiva per a l'oxidació. En el cas d'utilitzar catalitzadors utilitzaríem el terme de CWAO, oxidació humida catalítica, ja que s'afegiria algun producte per afavorir la reacció d'oxidació i millorar l'eficiència del procés i d'aquesta manera també reduir el temps requerit.
Un problema que presenta aquesta tècnica és la dificultat en la transferència de massa a causa de la solubilitat del O2 en l'aigua el que limita l'eficiència de l'oxidació de la matèria orgànica, tot i això el principal inconvenient és el requeriment de materials de construcció com acer i/o titani i instal·lacions amb un cost molt elevat i una inversió econòmica molt gran, ja que la seva manipulació és complexa.

## Aplicacions industrials de la WAO

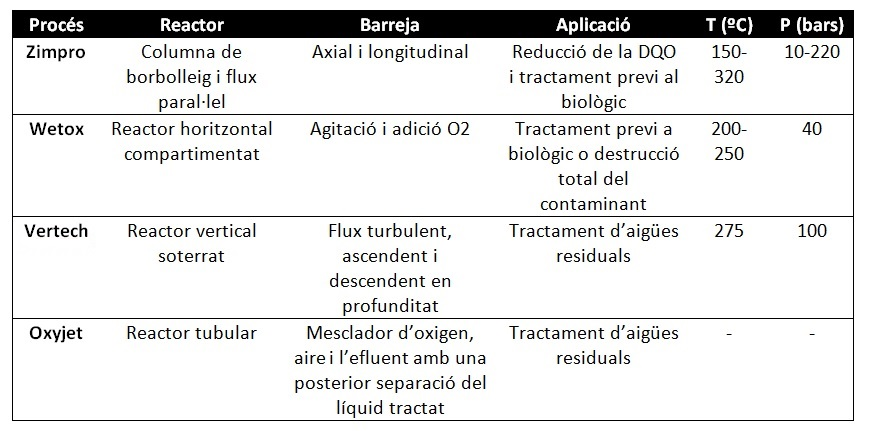
Figura 3. Principals característiques de les aplicacions industrials WAO

Les aplicacions industrials d'aquesta tècnica són molt variats, podem trobar 4 tipus de processos comercials d'oxidació directa, la Zimpro®,la Wetox ®, VerTech® i la Oxyjet® com a més importants. Podem veure a la Figura 3 els aspectes més rellevants dels diversos processos descrits a continuació.

### Mètode Zimpro®
El seu origen es troba als anys trenta del segle xx, amb la fundació de Zimpro Products (actualment USFilter Zimpro), empresa que va començar a utilitzar aquest mètode de tractament per al condicionament de llots i per a la regeneració del carbó actiu. El métode ZIMPRO® va ser el primer procés d'oxidació humida presentat industrialment
Utilitza l'oxigen o aire com a oxidant de la matèria orgànica en suspensió o soluble a una temperatura d'entre 150°-320° i entre 10 i 220 bars de pressió requerint una font externa d'energia per a poder mantenir aquests valors, també incorpora un separador que s'encarrega de separar l'efluent líquid del gasós i augmentar l'eficiència del procés. Aquest mètode és molt utilitzat als EUA i Japó, el 1985 hi havia aproximadament 200 plantes que treballaven amb aquest mètode comercial.

### Mètode VerTech®
Aquest procediment opera a uns 275° de temperatura i 100bars de pressió per al tractament de llots. Des de 1994 hi ha una planta de tractament en Holanda (Apeldoorn) que tracta 80t/dia de llots i pot arribar a eliminar fins al 70% de la DQO i el nitrogen obtingut s'elimina posteriorment a partir d'un tractament biològic.
Consisteix en un procés de recirculació per un reactor de columnes format per dos tubs concèntrics enterrats a una gran profunditat (entre 1200 i 1500 m). Aquest reactor es troba cobert per una carcassa a una elevada temperatura, d'aquesta manera s'afavoreix l'intercanvi tèrmic. A mesura que l'efluent avança pel reactor sofreix un augment en la seva pressió utilitzant la força de gravetat. Aquest mètode presenta molts avantatges, ja que disminueix la superfície funcional i l'energia requerida per a obtenir les elevades pressions i temperatures que aquest procés requereix.

### Mètode Wetox®
Aquest procés es caracteritza pel seu reactor WETOX, un autoclau horitzontal amb una quantitat de compartiments variables, entre 4 i 6, que funciona com una bateria d'agitadors en sèrie. Es poden assimilar a pistons que produeixen un flux a mesura que aquests treballen. Una característica d'aquest mètode és l'addició individual d'oxigen en cada compartiment, proporcionant una millora de la transferència de l'oxigen al residu present en el líquid a tractar, tot i que a la sortida requereix una condensació de la mostra a tractar.
Es pot utilitzar per a la destrucció completa de contaminants o com una etapa prèvia al tractament biològic.

### Mètode Oxyjet®
Aquest mètode utilitza una tecnologia compacta basada en la utilització d'un mesclador situat en l'entrada d'un reactor tubular, en el qual es barreja l'aire amb el líquid contaminant. L'efluent que surt del primer reactor es barreja amb una substància iniciadora i juntament amb l'addició de l'oxigen s'introdueix en un segon reactor on es produeix l'oxidació total de la DQO de l'aigua contaminada. Un cop acabada aquesta fase, s'aplica un separador que distingeix entre el gas utilitzat i l'efluent descontaminant. En aquest procés el temps de residència és unes 10 vegades inferior a les tecnologies únicament de transferència de matèria.